# Maria Saal

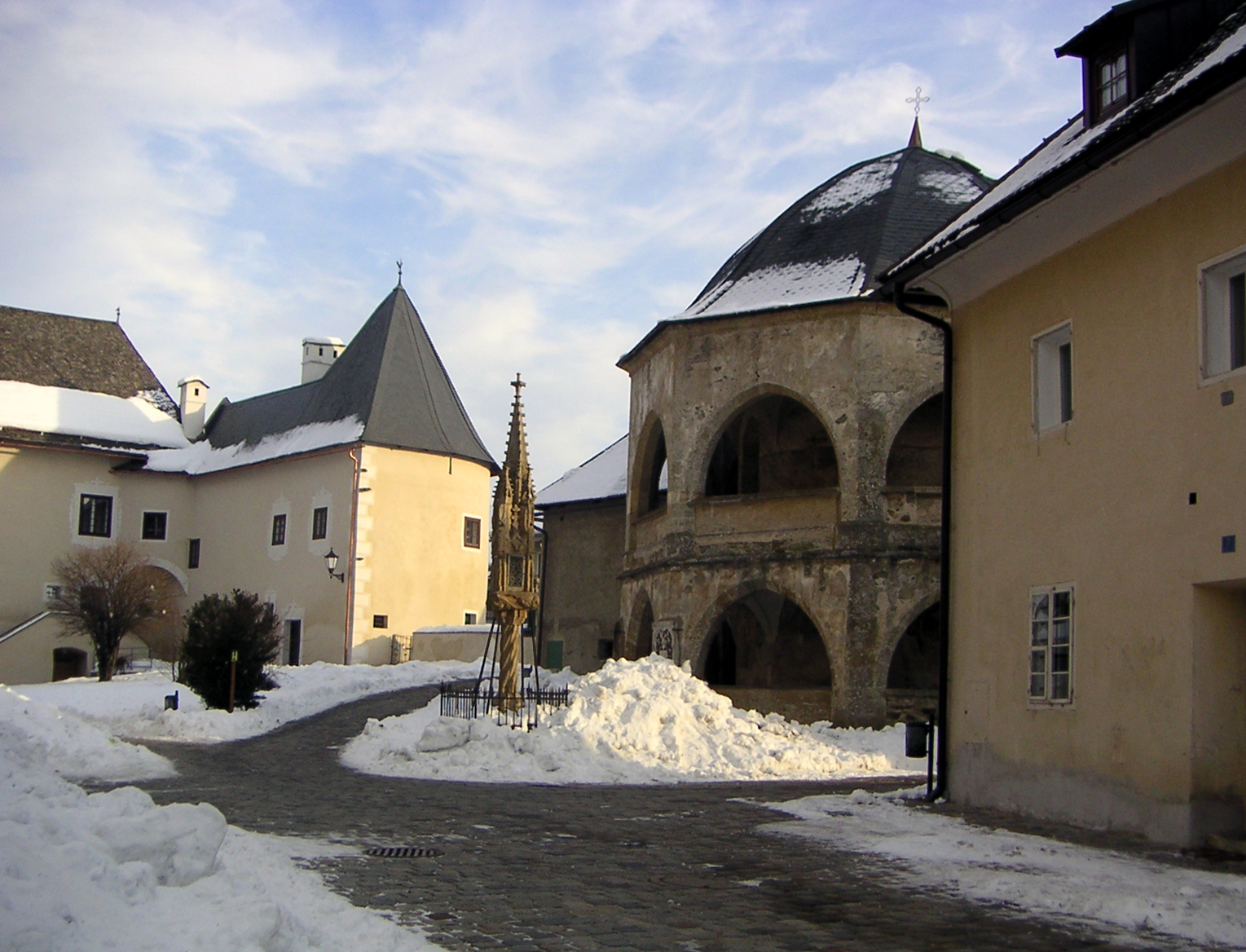
Domplatsen.

Maria Saal (slovenska: Gospa Sveta) är en köpingskommun i det österrikiska förbundslandet Kärnten. Orten är belägen i mellersta Kärnten 10 km norr om staden Klagenfurt. Till kommunen hör även Karnburg, Karantaniens huvudstad.

## Historia
Maria Saal är belägen i slätten Zollfeld, ett av Kärntens äldsta kulturlandskap. Karnburg som idag ingår i kommunen Maria Saal var Karantaniens huvudstad från 600- till 900-talet. På 760-talet kom biskop Modestus till Maria Saal för att omvända Karantaniens befolkning till kristendomen. Han byggde den första kyrkan som omnämndes för första gången år 860. Maria Saal utvecklades till regionens religiösa och kulturella centrum och var biskopssäte fram till 945.
Under 1400-talet befästes kyrkan för att erbjuda skydd åt den kringboende befolkningen mot osmanska och ungerska attacker.

## Orter
Kommunen består av 37 orter (Ortschaften) (inom parentes invånarantal 1 januari 2024):

- Arndorf (99)
- Bergl (4)
- Dellach (139)
- Gröblach (5)
- Hart (10)
- Höfern (21)
- Judendorf (4)
- Kading (262)
- Karnburg (646)
- Kuchling (106)
- Lind (4)
- Maria Saal (1 104)
- Meilsberg (61)
- Meiselberg (5)
- Möderndorf (65)
- Poppichl (58)
- Possau (46)
- Prikalitz (0)
- Pörtschach am Berg (50)
- Ratzendorf (236)
- Rosendorf (29)
- Rotheis (16)
- Sagrad (82)
- St. Michael am Zollfeld (185)
- Stegendorf (64)
- Stuttern (18)
- Techmannsdorf (6)
- Thurn (14)
- Treffelsdorf (3)
- Töltschach (2)
- Walddorf (158)
- Willersdorf (35)
- Winklern (40)
- Wrießnitz (148)
- Wutschein (118)
- Zell (116)
- Zollfeld (47)

## Kultur och sevärdheter
- Amfiteater Virunum, utgrävningsplats
- Kärntens friluftsmuseum Maria Saal
- Vallfartskyrkan Maria Saal
- Hertigstolen
- Pfalzkyrkan i Karnburg

## Kända personer från Maria Saal
- Humbert Fink, journalist och författare
- Friedrich Welwitsch, botaniker och upptäcktsresande

## Vänorter
- Aquileia, Italien
- Forgaria nel Friuli, Italien
- Gornji Grad, Slovenien